# Луїс Ганссон
Луїс Ганссон (24 листопада 1996) — шведська плавчиня.
Учасниця Олімпійських Ігор 2016 року.
Призерка Чемпіонату світу з водних видів спорту 2015 року.
Призерка Чемпіонату світу з плавання на короткій воді 2014 року.
Чемпіонка Європи з водних видів спорту 2014 року, призерка 2012, 2016, 2020 років.
Призерка Чемпіонату Європи з плавання на короткій воді 2015, 2017 років.